# Iais elongata
Iais elongata är en kräftdjursart som beskrevs av Sivertsen och Lipke Bijdeley Holthuis 1980. Iais elongata ingår i släktet Iais och familjen Janiridae. Inga underarter finns listade i Catalogue of Life.